# اتحاد السلام في إفريقيا الوسطى
اتحاد السلام في إفريقيا الوسطى جماعة مسلحة في جمهورية إفريقيا الوسطى تسيطر على الأجزاء الجنوبية من البلاد. تم تأسيسها في 17 سبتمبر 2014 على يد علي دراسا. وكان مقرها الأول في بامباري. وتستفيد من مناجم الذهب والماس في المناطق التي تسيطر عليها مثل منجم نداسيما بالاشتراك مع جماعة أخرى، ومن أسواق الماشية في موباي وغيرها.